# ФК Динамо (Тбилиси)
ФК „Динамо“ (на грузински: დინამო თბილისი) е футболен отбор от град Тбилиси, столицата на Грузия.
Бил е сред основните съветски футболни клубове и най-силните участници в Топ лигата на СССР. Още от създаването си отборът е част от спортната организация „Динамо“.
Най-големия връх на отбора е спечелването на КНК през 1981 г. „Динамо“ (Тбилиси) е 13 пъти шампион на Грузия и 9 пъти носител на Купата на Грузия.

## Срещи с български отбори
„Динамо“ се е срещал с български отбори в официални и контролни срещи.

### „Лудогорец“
С „Лудогорец“ се е срещал един път в контролен мач. Мачът се играе на 26 юни 2016 г. в австрийския курортен град Йенбах като завършва 3-0 за „Лудогорец“ .

### „Славия“ (София)
Със „Славия“ се среща в два мача през сезон 1973-74 г. в турнира за Купата на УЕФА. В София на Стадион „Васил Левски“ „Славия“ побеждава с 2-0. В Тбилиси „Динамо“ печели реванша с 4-1 и „Славия“ отпада от турнира.

## Успехи

### СССР
Национални
- Съветска Висша Дивизия
  -  Шампион (2): 1964, 1978
  -  Второ място (5): 1939, 1940, 1951, 1953, 1977
  -  Трето място (13): 1936 (есен), 1946, 1947, 1950, 1959, 1962, 1967, 1969, 1971, 1972, 1976 (пролет), 1976 (есен), 1981

- Купа на СССР
  -  Носител (2): 1976, 1979
  -  Финалист (6): 1936, 1937, 1946, 1960, 1970, 1980

Международни
- КНК
  -  Носител (1): 1981
  - 1/2 финалист (1): 1982

### Грузия
Национални
- Еровнули лига (Висша лига)
  -  Шампион (19): (рекорд) 1990, 1991, 1992, 1993, 1994, 1995, 1996, 1997, 1998, 1999, 2003, 2005, 2008, 2013, 2014, 2016, 2019, 2020, 2022
  -  Второ място (7): 2009, 2010, 2011, 2015, 2017, 2018

- Купа на Грузия
  -  Носител (13): (рекорд) 1992, 1993, 1994, 1995, 1996, 1997, 2003, 2004, 2009, 2013, 2014, 2015, 2016
  -  Финалист (2): 2010, 2024

- Суперкупа на Грузия
  -  Носител (8): (рекорд) 1996, 1997, 1999, 2005, 2008, 2014, 2015, 2023
  -  Финалист (4): 1998, 2009, 2013, 2020

Международни
- Купа на съдружествата
  -  Носител (1): 2004
  -  Финалист (1): 1995

## Известни играчи
- Александър Чивадзе
- Реваз Челабдзе
- Темури Кецбая
- Рамаз Шенгелия
- Каха Каладзе
- Шота Арвеладзе
- Леван Кобиашвили
- Георги Кинкладзе
- Давид Муджири

## Български футболисти
- Стефан Велев: 2016 - (6 мача / 0 гола)